# PSR J1748−2446ad
PSR J1748−2446ad ist der derzeit (Stand: Juli 2015) am schnellsten rotierende bekannte Millisekundenpulsar. Seine äußerst genau ermittelte Rotationsfrequenz beträgt 716,35556 Hertz (Standardabweichung 0,00003), entsprechend einer Rotationsdauer von weniger als 1,4 Millisekunden. Damit löst er den 1982 gefundenen Rekordhalter PSR B1937+21 mit 642 Hertz (1,6 Millisekunden Rotationsdauer) ab.
Der Pulsar wurde am 10. November 2004 von Jason W. T. Hessels (McGill University) am 100-Meter Radioteleskop in Green Bank im Kugelsternhaufen Terzan 5 entdeckt und am 8. Januar 2005 bestätigt. Sein Radius muss unter 16 Kilometer liegen, seine Rotationsgeschwindigkeit am Äquator erreicht etwa 24 Prozent der Lichtgeschwindigkeit. Eine untere Grenze für die Rotationsdauer bildet die Zentrifugalkraft, die kleiner sein muss als die Gravitation an der Oberfläche. Für einen Neutronenstern von 20 Kilometern Durchmesser liegt die untere Grenze der Rotationsdauer im Bereich von 1 Millisekunde pro Umdrehung.
PSR J1748−2446ad bildet mit einem Hauptreihenstern von vermutlich 0,14 Sonnenmassen, von dem der Pulsar Masse abzieht, ein Doppelsternsystem, welches sich im Kugelsternhaufen Terzan 5 im Sternbild Schütze befindet und somit schätzungsweise 19.000 Lichtjahre von der Erde entfernt. Der Pulsar und der Hauptreihenstern umrunden einander alle 26 Stunden auf einem nahezu kreisförmigen Orbit, der Pulsar ist aber auf etwa 40 Prozent seiner Bahn nicht sichtbar, da er durch den Gasschleier seines Begleiters verdeckt ist.
Die Rotationsperiode des Pulsars verlangsamt sich lediglich mit weniger als 3 · 10−13 Hertz/Sekunde. Dies könnte durch die Emission elektromagnetischer Wellen erklärt werden. Ein möglicher Hinweis auf Abstrahlung von Gravitationswellen konnte noch nicht gefunden werden.